# Nou Sardenya
Il Soccer Camp Nou Comunale Sardenya, noto anche come Nou Sardenya, dal nome della strada su cui lo stadio si affaccia, è uno stadio di calcio della città di Barcellona. Lo stadio, costruito nel 1940 e e ristrutturato nel 1995, è la sede del Club Esportiu Europa.
Il campo ha dimensioni pari a 100x63 metri ed è costituito da erba artificiale. Può contenere più di 7000 spettatori, con una tribuna capace di accogliere un totale di 1000 persone.

## Storia
Lo stadio fu aperto il 1º dicembre 1940.
Solo tre anni più tardi, nel 1943, il Sardenya subì un'ampia trasformazione con la costruzione di una tribuna capace di contenere più di 1000 spettatori; quest'opera è stata pagata in gran parte con il trasferimento del calciatore spagnolo Antoni Ramallets al Barcellona. Proprio per questa ragione è stato il Barça a giocare la prima partita nello stadio dopo la sua ristrutturazione (tale squadra giocò il 26 gennaio 1944).
Il 14 agosto 1960 venne migliorata l'erba del campo, che fu sostituita con quella artificiale. Nel 1960 lo stadio subì ulteriori miglioramenti, come l'allargamento degli stand o l'impianto di illuminazione artificiale, creato nel 1963.
Tuttavia la crescita della popolazione nell'area confinante con lo stadio, aumentata in particolare dopo la costruzione della tangenziale (che per l'appunto passava per l'area), costrinse a distruggere parte degli impianti: quali tribune, spogliatoi e anche gli uffici del club.
Nei primi anni del 1990 il consiglio di Barcellona ha guidato una riqualificazione totale del sito. Lo stadio fu infatti ristrutturato grazie a dei lavori che durarono tre anni. Lo stadio, chiuso nel 1992, riaprì finalmente il 4 maggio 1995; la prima partita disputata dopo la riapertura dello stadio fu quella che vide sfidarsi la CE Europa con l'UE Lleida, che vinse per 2-1.